# Orphans (1987)
Orphans is een Amerikaanse dramafilm uit 1987 onder regie van Alan J. Pakula. Het verhaal hiervan is gebaseerd op dat uit het gelijknamige toneelstuk van Lyle Kessler, die dit zelf bewerkte tot filmscript.

## Verhaal
De broers Treat en Philip zijn al alleen sinds hun kindertijd. Ze wonen samen op de zolderverdieping van een slooppand en leven van kruimeldiefstallen. Op een avond brengt Treat een welgestelde dronkaard mee naar huis om hem te bestelen. Doelwit Harold blijkt geen doetje en begint invloed uit te oefenen op de levens van zijn ontvoerders.

## Rolverdeling
| Acteur             | Personage            |
| ------------------ | -------------------- |
| Albert Finney      | Harold               |
| Matthew Modine     | Treat                |
| Kevin Anderson     | Phillip              |
| John Kellogg       | Barney               |
| Anthony Heald      | Man in het park      |
| Novella Nelson     | Mattie               |
| Elizabeth Parrish  | Rijke vrouw          |
| B. Constance Barry | Dame op het zebrapad |
| Frank Ferrara      | Taxichauffeur        |
| Clifford Fearl     | Portier              |